# Amin Hamzaoui
Pas d'image ? Cliquez ici

a Compétitions nationales et continentales officielles uniquement.

b Matchs officiels uniquement.
Dernière mise à jour le 08/10/2021.
Amin Hamzaoui, né le 7 mai 1996, est un joueur belge de rugby à XV qui évolue au poste de troisième ligne. 

## Biographie
Amin Hamzaoui est formé au Boitsfort RC. Pendant sa période au club, il intègre les sélections belges des moins de 17 ans et moins de 18 ans. En 2014, il rejoint l'équipe espoirs du Racing 92. L'année suivante, il joue avec l'équipe de Belgique des moins de 20 ans et dispute le Championnat d'Europe de rugby à XV des moins de 20 ans.
Dès 2016, il connaît ses premières sélections avec les séniors, étant notamment aligné face aux rivaux néerlandais. A l'intersaison, il quitte l'académie du Racing pour celle du Soyaux Angoulême XV, où il ne reste qu'une saison. En 2017 il rejoint le centre de formation du RC Narbonne. Avant de partir à Narbonne, il a disputé les Seven's Grand Prix Series 2017 avec la Belgique.
Après une saison à Narbonne, il obtient un contrat professionnel et intègre l'équipe première qui évolue en Fédérale 1. Il n'obtient néanmoins que peu de temps de jeu, ne disputant que 3 matchs. Il décide alors de rejoindre l'échelon inférieur, en signant au C'Chartres Rugby.
Pendant la pandémie de Covid-19, il s'engage auprès de la Croix-Rouge française, puis rentre en Belgique pour travailler en tant qu'ambulancier dans une entreprise spécialisée dans le transport de malades atteints de la Covid-19. Il retourne ensuite à Chartres pour le début de saison 2020-2021. Mais la saison est de nouveau interrompue. Après une saison sans jouer ou presque, il décide de préparer son après-carrière. Il prend ainsi la décision de rentrer en Belgique à l'intersaison. Il signe au sein de l'ASUB Rugby Waterloo, et espère retrouver la sélection nationale. Il est aussi inclus à l'effectif des Brussels Devils, nouvelle franchise belge évoluant en Rugby Europe Super Cup. Il ne reste qu'une saison à Waterloo et au sein des Devils, rejoignant le Boitsfort RC pour la saison suivante.

## Statistiques

### En sélection
| Année | Compétition      | Matchs | Points | Essais | Transf. | Drops | Pénal. |
| ----- | ---------------- | ------ | ------ | ------ | ------- | ----- | ------ |
| 2016  | ENC 1B 2014-2016 | 3      | -      | -      | -       | -     | -      |
| 2016  | Test             | 1      | -      | -      | -       | -     | -      |
| 2017  | Test             | 1      | -      | -      | -       | -     | -      |
| 2018  | REC              | 5      | -      | -      | -       | -     | -      |
| 2019  | REC              | 3      | 2      | -      | 1       | -     | -      |
| 2020  | REC              | 1      | -      | -      | -       | -     | -      |
| Total | Total            | 14     | 2      | -      | 1       | -     | -      |